# Chelisochinae
Chelisochinae – podrodzina skorków z podrzędu Neodermaptera i rodziny Chelisochidae.
Skorki o smukłym, zwykle cylindrycznym ciele i długich odnóżach, zwykle ubarwione ciemno, często czarno. Zwyczajnie wykształcona głowa ma szwy o różnym stopniu widoczności. Pokrywy (tegminy) mogą być dobrze lub w pełni rozwinięte i wówczas nakrywać skrzydła tylnej pary lub być skrócone, o poprzecznie lub skośnie ściętych krawędziach, a wówczas tylnej pary skrzydeł brak zupełnie. Wzdłuż bocznych krawędzi pokryw nie biegną podłużne listewki. Odnóża mają golenie niespłaszczone bocznie albo spłaszczone bocznie lub bruzdowane co najwyżej w wierzchołkowej ćwiartce długości, a często tylko na samym szczycie. Narządy rozrodcze samców mają paramerę z pojedynczym, nieuproszczonym płatem genitalnym na powierzchni wierzchołkowej,  zaopatrzonym w virgę, która u podstawy może, ale nie musi być rozszerzona w pęcherzyk nasadowy (łac. vesicula basalis).
Przedstawiciele podrodziny zasiedlają krainy: etiopską, orientalną i australijską. Wyjątkiem jest Chelisoches morio, który zawleczony został do Ameryki Północnej.
Takson ten wprowadzony został w 1902 roku przez Karla Wilhelma Verhoeffa. Należy doń 13 rodzajów:
- Adiathella Brindle, 1970
- Adiathetus Burr, 1907
- Chelisochella Verhoeff, 1902
- Chelisoches Scudder, 1876
- Euenkrates Rehn, 1927
- Exypnus Burr, 1907
- Gressitolabis Brindle, 1970
- Hamaxas Burr, 1907
- Lamprophorella Mjöberg, 1924
- Proreus Burr, 1907
- Schizochelisoches Steinmann, 1987
- Schizoproreus Steinmann, 1987
- Solenosoma Burr, 1907